# Lozničko Polje
Lozničko Polje (Servisch cyrillisch Лозничко Поље) is een plaats in de Servische gemeente Loznica. De plaats telt 7922 inwoners (2002).